# Карнесекки, Пьетро
Пьетро Карнесекки 24 декабря 1508 — 1 октября 1567 — итальянский гуманист и реформатор, казнённый по приговору инквизиции.
Родился во Флоренции, был сыном Андреа Карнесекки, купца, который под покровительством Медичи, в особенности папы Клемента VII быстро достиг высших должностей при папском дворе.
Пьетро познакомился с новыми реформистскими веяниями в доме своего дяди по матери, кардинала Бернарндо Довици. В возрасти 25 лет он был сделан нотарием и пронотарием курии и первым секретарём папы, благодаря чему он отвечал за переписку с нунциями (в числе которых был Пьетро Паоло Верджерио в Германии).
На встрече с Франциском I в Марселе он заслужил фавор Екатерины Медичи и других влиятельных персон при французском дворе. Он вступил в круг приближённых испанского реформатора Вальдеса, стал другом Бернардино Окино и Джулии Гонзага, чьим духовным наставником он стал после смерти Вальдеса, а также другом Виттории Колонна. Он стал лидером литературного и религиозного кружка, который собрался в Неаполе вокруг Вальдесе, и интересовавшимся реформацией церкви. Под влиянием Вальдеса он воспринял доктрину Лютера об оправдании через веру, хотя он отвергал идею схизмы.
Когда инквизиция начала бороться с этими настроениями, на него обратили внимание. На некоторое время он нашел убежище у своих друзей в Париже, с 1552 г. он был в Венеции, возглавляя партию, выступавшую за реформацию в этом городе. В 1557 г. он (во второй раз) был вызван перед трибунал в Рим, но отказался приехать. Смерть Павла IV и понтификат Пия IV в 1559 г. облегчили его положение, и он приехал жить в Рим. С вступлением на престол Пия V в 1565 Г. инквизиция возобновила своё преследование еще более сурово.
Карнесекки был в Венеции, когда его достигли новости. Он отправился во Флоренцию, где чувствовал себя в безопасности, но герцог Козимо I Медичи выдал его, желая заслужить признательность папы. С июля 1566 года он более чем на год попал в заключение. 21 сентября 1567 Г. был вынесен приговор. Материалы о процессе над ним, устроенным инквизицией в Риме является ценным источником об итальянской реформации, так как многие его собеседники по Риму и Витербо были осуждены этим трибуналом, причём некоторые посмертно. По этому делу 17 человек были осуждены, из них 15 – на пожизненное заключение на галерах, а Пьетро Карнесекки вместе с братом Джулио Маресио были обезглавлены, а их тела сожжены на мосту Святого Ангела  1 октября 1567 г.